# Klaus Glahn
Pour les articles homonymes, voir Glahn.
Klaus Glahn, né le 23 mars 1942 à Hanovre, est un judoka allemand. Il remporte notamment une médaille de bronze toutes catégories aux Jeux olympiques d'été de 1964 pour l'Équipe unifiée d'Allemagne et une médaille d'argent en catégorie des plus de 93 kg aux Jeux olympiques d'été de 1972 sous les couleurs de l'Allemagne de l'Ouest.

## Palmarès international
| Année | Compétition           | Lieu           | Résultat | Catégorie         |
| ----- | --------------------- | -------------- | -------- | ----------------- |
| 1964  | Jeux olympiques       | Tokyo          | 3e       | Toutes catégories |
| 1967  | Championnats du monde | Salt Lake City | 2e       | Toutes catégories |
| 1968  | Championnats d'Europe | Lausanne       | 1er      | Plus de 93 kg     |
| 1969  | Championnats du monde | Mexico         | 2e       | Plus de 93 kg     |
| 1970  | Championnats d'Europe | Berlin         | 1er      | Plus de 93 kg     |
| 1971  | Championnats du monde | Ludwigshafen   | 2e       | Plus de 93 kg     |
| 1971  | Championnats du monde | Ludwigshafen   | 3e       | Toutes catégories |
| 1972  | Jeux olympiques       | Munich         | 2e       | Plus de 93 kg     |
| 1973  | Championnats du monde | Lausanne       | 3e       | Toutes catégories |